# خربق تبتي
الخَربَق التبتي أو الخَربَق الصيني نوع نباتي يتبع جنس الخَربَق من الفصيلة الحوذانية.

## الموئل والانتشار
موطن هذا النوع الصين.

## الوصف النباتي
النبات عشبي معمر.

## أسماء أخرى
- الخربق الصيني (باللاتينية: Helleborus chinensis)